# Nomada sobrina
Nomada sobrina är en biart som beskrevs av Mitchell 1962. Nomada sobrina ingår i släktet gökbin, och familjen långtungebin. Inga underarter finns listade i Catalogue of Life.